# Virgilio Da Costa Neves
Virgilio Da Costa Neves (Porto, 23 de setembre de 1881 - ?) fou un futbolista portuguès de la dècada de 1900. Segons les fons de l'època era conegut com a D'Acosta, Da Acosta o Da Costa, i de forma errònia, se'l considerava d'origen italià.

## Trajectòria
Jugava a la posició d'extrem dret. Entre 1900 i 1905 estudià a la Universitat de Ciències Aplicades Hochschule Mittweida (Saxònia, Alemanya), i allí establí amistat amb Udo Steinberg, qui també fou jugador al Barcelona. Virgilio Da Costa havia jugat al futbol al Mittweidaer Ballspiel-Club, i el 1902 visità Barcelona, on fou jugador de l'Hispània AC. A continuació jugà amb el FC Barcelona entre 1903 i 1906, disputant 11 partits oficials del Campionat de Catalunya. El 1906 retornà a Porto on participà en la refundació del Futebol Clube do Porto.